# Lista orașelor din Cehia
Orașe mari din Cehia clasate după numărul de locuitori:

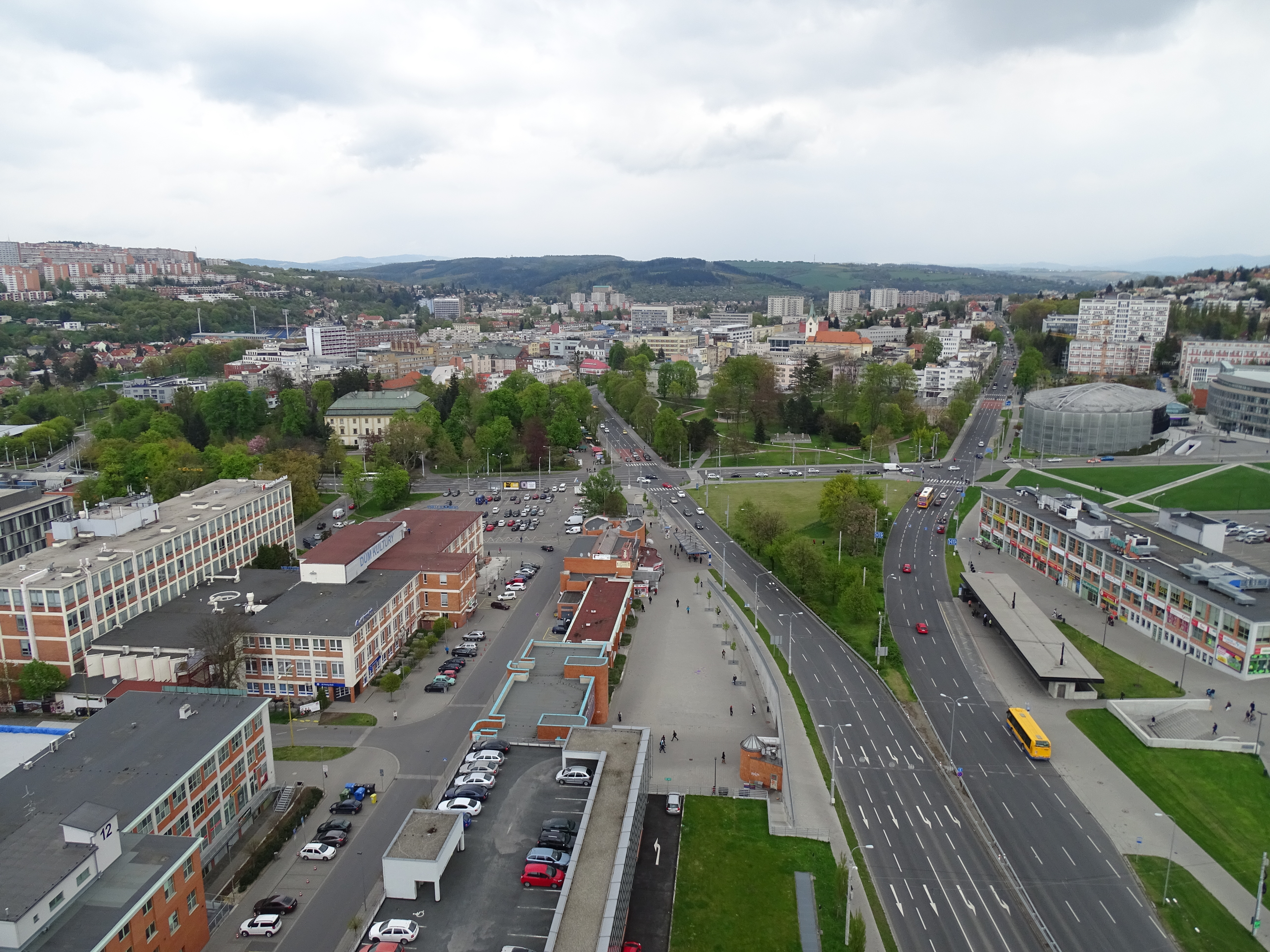
Zlín

| Praga            | 1 170 571 |
| Brno             | 367 729   |
| Ostrava          | 311 402   |
| Plzeň            | 162 627   |
| Olomouc          | 100 752   |
| Liberec          | 97 400    |
| Hradec Králové   | 94 694    |
| České Budějovice | 94 622    |
| Ústí nad Labem   | 93 859    |
| Pardubice        | 88 181    |

| Havířov       | 84 784 |
| Zlín          | 78 599 |
| Kladno        | 69 355 |
| Most          | 67 815 |
| Karviná       | 63 467 |
| Frýdek-Místek | 59 897 |
| Opava         | 59 843 |
| Děčín         | 51 820 |
| Karlovy Vary  | 51 537 |
| Teplice       | 51 193 |

| Chomutov           | 50 176 |
| Jihlava            | 49 865 |
| Prostějov          | 47 165 |
| Přerov             | 46 938 |
| Jablonec nad Nisou | 44 571 |
| Mladá Boleslav     | 42 972 |
| Česká Lípa         | 38 830 |
| Třebíč             | 38 715 |
| Třinec             | 38 218 |
| Tábor              | 36 013 |

## Listă de orașe dinCehia
| - Benešov - Beroun - Bílina - Blansko - Břeclav - Brno - Broumov - Bruntál - České Budějovice - Český Krumlov - Cheb - Chomutov - Chrudim - Dobřichovice - Dobříš - Frýdlant - Halže - Havlíčkův Brod - Hodonín - Hradec Králové - Hradištko - Jeseník - Jičín - Jihlava - Jindřichův Hradec - Karlovy Vary - Karviná - Kladno - Klatovy - Kolín - Kroměříž - Kutná Hora - Liberec - Litoměřice - Lysá nad Labem - Mariánské Lázně (Marienbad) - Mělník - Mladá Boleslav | - Náchod - Nový Jičín - Nymburk - Olomouc - Opava - Ostrava - Pardubice - Pelhřimov - Písek - Plzeň - Poděbrady - Prachatice - Praga - Příbram - Prostějov - Rokycany - Semily - Sokolov (Cehia) - Špindlerův Mlýn - Šternberk - Strakonice - Šumperk - Tábor - Tachov - Telč - Teplice - Terezín - Třeboň - Třebíč - Trutnov - Uherské Hradiště - Úštěk - Ústí nad Labem - Ústí nad Orlicí - Vsetín - Vyškov - Valašské Klobouky - Žďár nad Sázavou - Zlín - Znojmo |